# فانتازيا (الجزائر)
تتميز عروض الفانتازيا؛ وتسمى أيضا العلفة والتّبُوريدَة وصحاب البارود بكونها أشبه بالعروض عسكرية، تمارس في الجزائر، في مختلف مناطقها، العربية والأمازيغية والصحراوية في جو بهيج يملأه أهازيج الاحتفالات.
تكمن رمزيتها في تجسيدها لتعلق شعوب المغرب العربي بالأحصنة والفروسية، التي تمثل رمزاً تاريخياً وتراثياً تتوارث الأجيال العناية به. يتم في مشاهد الفانتازيا استخدام بعض ألعاب الخيل أو البارود من خلال تمثيليات لبعض الهجمات يشنها فرسان على متن خيولهم المزينة، مطلقين لعيارات من البارود. وهي ذات شعبية واسعة لدى الجمهور، وتشكل الفرجة الرئيسية للمهرجانات الثقافية والفنية (المعروفة ب«الموسم» أو «الوعدة»)، التي تنظم في المناطق القروية الجزائرية. وتتمتع بجاذبية قوية بسبب قدرتها على إبهار المشاهدين بفضل صبغة الغموض والأساطير التاريخية القديمة التي تجعلها تضفي تأثيرا وسحرا خاصين علي محبي تلك المشاهد.
كانت الفانتازيا ثابتا فرجويا، في الاحتفالات والأعياد الكبرى، مثل حفلات الزفاف والولادات والأعياد الدينية والمواسم الثقافية الفنية، ثم انحسرت تدريجيا، في بعض المناطق المغاربية إلى الجانب السياحي الثقافي البحت. مازال الشعب الجزائري يحافظ قدر المستطاع على هاته العادات رغم المؤثرات الخارجية، أهمها العولمة، وهي تعتبر استحضارا لملاحمها العسكرية التاريخية، ورمزا للقوة والشجاعة والإقدام.

## التسمية

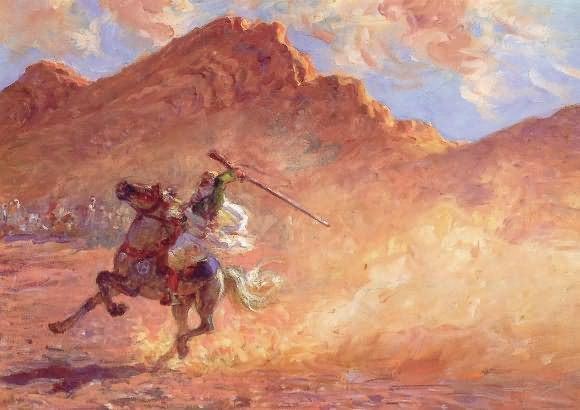
، لوحة للرسام الفرنسي ناصر الدين دينيه حوالي عام 1900م.

التسميات الجزائرية لاستعراض الفروسية، أغلبها مشتق من الكلمة العربية:تبوريدة، لعب البارود، الباردية، صحاب البارود.
بخصوص النظريات المفسرة لأصل كلمة فنتازيا، التي ظهرت أولا في اللغة الفرنسية، فالمرجح هو فرضية سوء الترجمة، في تفسير تحول مصطلحات لعب البارود، أو لعب الخيل، التي عرف بها هذا النوع الفرجوي، في المنطقة المغاربية، إلى مصطلح فانتازيا.

كلمة فانتازيا يونانية الأصل (باليونانية: φαντασία)، ثم انتقلت إلى اللغة اللاتينية المتأخرة والإيطالية لتدل على معنيي «مشهد متخيل» و«ملكة تصميم الصور». ويُشار إلى نفس المصطلح في اللغة الإسبانية (fantasía) للدلالة على الخيال وفي نفس الوقت تعني الغرور والغطرسة. والذي دخل أيضا إلى اللهجات المغاربية، ذات الروافد الأندلسية، للدلالة على «الجاه» و«المجد».

## تاريخ

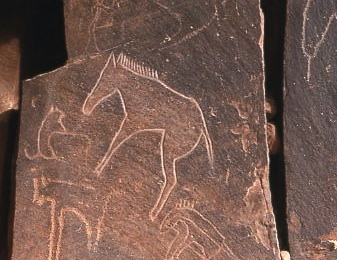
جرافيت يصور الخيل في عصور ما قبل التاريخ جنوب وهران، الجزائر.

الفانتازيا عريقة قدم العلاقة بين الخيل وشعوب شمال أفريقيا. تؤكد بقايا الهياكل العظمية للخيول الجزائرية (Equus Caballus algericus) المؤرخة بعصور ما قبل التاريخ بما يقرب من 40,000 سنة، والأحدث منها، المتمثلة، في الرسوم الصخرية للأطلس الصحراوي التي يعود تاريخها إلى 9000 سنة قبل الميلاد، إلى تواجد قديم للحصان في المجال المغاربي، يعتبر أصل الحصان البربري (البَلْدي) المعاصر.
تميزت الأحصنة البربرية بسهولة قيادتها وبكونها طيعة وصبورة، وخصوصا سريعة. كانت أساس فعالية الفرسان النوميديين، والذين اعتبروا أفضل فرسان العالم، خلال حقبة الحروب البونيقية، بفضل مهارتهم في تقنيات المناوشة العسكرية، عبر تتابع الهجمات والمرتدات والانسحابات السريعة. والتي تساعد عليها السلوكيات الحربية للحصان البربري. وهي نفس التقنية العسكرية، المعروفة في الثقافة العسكرية العربية بأسلوب «الكر والفر»، حيث كانت الخيول تجري بأقصى سرعة في ساحة الحرب، تصاحبها صيحات الفرسان، وتنتهي الهجمة بإفراغ الفرسان لذخيرتهم، ليبدأ الكر والفر، وهكذا دواليك، إلى نهاية المعركة.
هذا البعد العسكري هو الرافد الأساسي لرمزية الفانتازيا، التي تعتبر تجسيدا للحرب، وتمتد أيضا إلى شعائر استعراض القوة والشجاعة، بل تصل رمزيتها أيضا إلى البعد النفسي، باعتبارها استعارة رمزية للفحولة، حسب مراد يلاس شاوش، في كتابه الثقافات والتمازج في الجزائر. وتشكل تمظهرا فنيا، مخففا، للفن الحربي المرتبط بالتراث الفروسي العربي التركي الأمازيغي لأفريقيا الشمالية.
ويبقى الأكثر إثارة هو وصولها إلى غاية كاليدونيا الجديدة، بفضل جزائريي المحيط الهادي، الذين هجرتهم فرنسا قسرا في أواخر القرن التاسع عشر.
من أعظم الفانتازيات المؤرخة، تلك التي أقيمت على شرف نابليون الثالث، في 18 سبتمبر 1860، في ميزون كاري (الحراش حاليا)، بالقرب من مدينة الجزائر، والتي قدر الفرسان المشاركون فيها بين ستة وعشرة آلاف فارس.

## المميزات والصفات

### الجانب الاحتفالي
ترتبط الفانتازيا تقليديا بالمناسبات الاحتفالية، والتي تكون خلالها ألعاب البارود أقوى لحظاتها. تقام فروسية البارود خصوصا في مناسبات تخليد ذكرى الأولياء، المعروفة بالمواسم (أو الوعدة)، والتي تقام خلالها ولائم كبرى تعرف بالزردة أو الطعام؛ إضافة إلى الأعياد الدينية كعيد الفطر وعيد المولد النبوي،، ناهيك عن حفلات الزواج (وخصوصا خلال طقوس مرافقة العروس إلى منزلها الجديد)، وفي العقيقة، والحفلات الفخرية التي تحتفي بالحجاج، أو تلك التي تقام تكريما للأعيان.
في الوقت الحاضر، أصبح للفانتازيا بعد أقرب إلى السياحي، كتراث استعراضي فلكلوري؛ يستحضر تقليد الأسلاف الذي كانوا يبرزون به مواهبهم القتالية أيام الحرب، ومهارات القنص والصيد أيام السلم
خلال العرض الفروسي، لا ينحسر الجانب الفرجوي فقط في المضمار، بل يمتد إلى محيط المتفرجين، الذي تؤثثه مجموعة من الفنون الغنائية والشفهية، كالعيطة والطقطوقة الجبلية مثلا في المغرب، والتي تتغنى بموضوعات البطولات التاريخية وبجمالية وأناقة الفرسان والجياد.

### المظهر

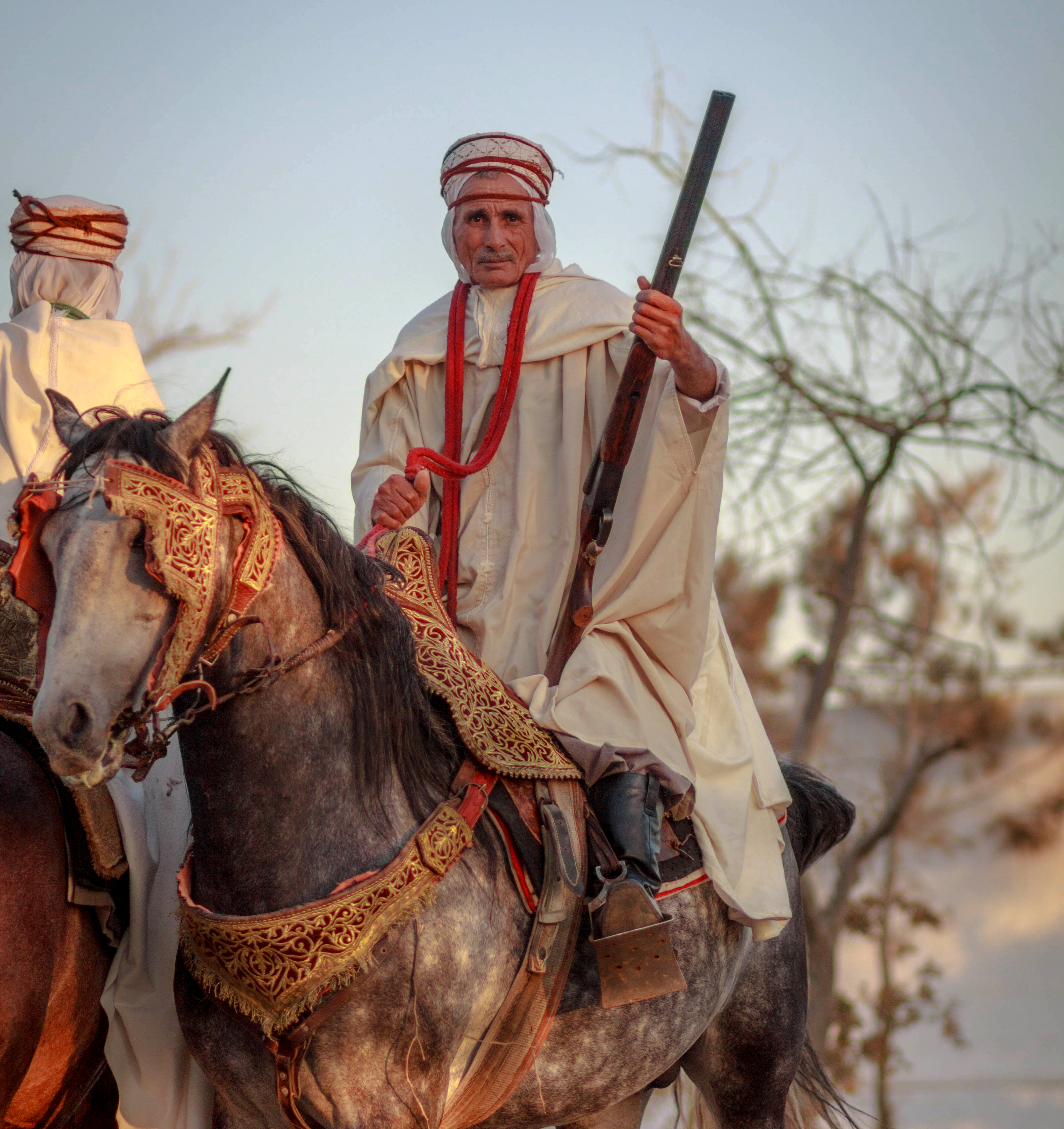
فارس من فرسان الفانتازيا بلباسه التقليدي

نظرا لأهميته في إضفاء أبهة وجمالية على الفرسان، يشكل المظهر إحدى المميزات الأساسية لفروسية البارود، بمختلف مكوناته: زي الفارس وعتاد الفرس وزينته، إضافة إلى تصميم السروج
باستثناء الزرقة التي تميز زي الفرسان الصحراويين، والجلابيب البنية المميزة لبواردية جبالة، فإن اللون الغالب على فرسان التبوريدة يكون أبيضا، على مستوى الجوخ والسروال الفضفاض والعمامة (التي تكون طريقة لفها بصمة مظهرية للقبيلة)، إضافة إلى القميص ذي الياقة المتصلبة، والنعل (البلغة) الباذخة التصميم. أما الملحقات، فتتمثل في الحزام السميك، وغمد مزين، وجراب جلدي محفوظة بداخله آيات قرآنية.
عتاد الفارس يتمثل في المقام الأول في بندقية البارود، المعروفة، مغاربيا، بتسمية المكحلة وهي سلاح من العيار الصغير بماسورة طويلة جدا، والتي تتميز بعقبها المنقوش وزخرفتها ونقوشها الملونة، وتطعيماتها الخارجية التي تكون بالعاج أو العظام أو عرق اللؤلؤ أو المعادن؛ إضافة إلى السيوف والخناجر.
عدة الحصان تكون عادة أفخم من زي الفارس، وغالبا من الأنسجة النبيلة، فالسروج فتتمظهر فخامتها بأشكال مختلفة، مثل لجلد الأحمر، الذي يكون مطرزا أو مزينا، أو مطعما بالذهب، أو موشى بالحرير. أما الحزام الجلدي الذي يربط السرج إلى الفرس (حزام الدير أو الدايرة) فيكون مفصصا بنسيج الساتان المطرز. أما الركاب فتكون غالبا مغطاة بالفضة.
الملحقات الأخرى لعدة الفرس، الوظيفية الأكثر منها جمالية هي العصابة الواقية لعيني الحصان من الغبار ودخان البارود، والمعروفة بالنشاشة، وتكون من قماش بأهداب مدلا. أسفل السرج، توضع سجاجيد، لجعله وثيرا أكثر (وتسمى اللبدة). ولتوفير التوازن والتحكم الجيد للفارس، يكون المقبض وظهر السرج الخشبيين (القربوس) مكسوين بالفرو.

### أطوار الاستعراض
| - ألعاب الفنتازيا و الفروسية من الشرق الجزائري - أشواط الفانتازيا - فانتازيا - من سيدي مخلوف الأغواط - صورة من مهرجان الفانتازيا - فانتازيا من ولاية الأغواط - فانتازيا من ولاية الأغواط |

فروسية البارود (أو التبوريدة أو الفنتازيا) هي تجسيد ممسرح للأسلوب العسكري المعروف بالكر والفر، المتمثل في هجوم وانسحاب خاطفين للخيالة.
يجرى العرض الفروسي بتتابع المجموعات (السربات)؛ كل مجموعة تتكون في الغالب مما بين عشرة وعشرين فارسا، تكون تحت إمرة المقدم، الذي يقوم بتنظيم وتحميس فرسانه. ينطلق الاستعراض باصطفاف الفرسان، على صهوة أحصنتهم الرابضة، وفق خط مستقيم في أقصى الحلبة. قبل كل انطلاقة يستعرض المقدم فرسانه، وتحيي السربة الحضور، ويستهل المقدم الاستعراض بإعلان اسم قبيلته بصوت عال، وخطاب تحميسي ملحمي يبرز فيه شجاعة رجاله. تنتصب بعد ذلك الخيول، دفعة واحدة، بأمر من الفرسان الذين يسيطرون عليها بيد واحدة، تتحكم في اللجام، تاركين الأخرى تقوم بحركات استعراضية للمكحلات (البنادق).
تنطلق الحركة (الهجمة)، وفق إيقاع متسارع، وعندما تصل السربة (الكتيبة) إلى منتصف الحلبة، التي تمتد على مسافة مائة متر تقريبا، ينتصب الفرسان، دفعة واحدة، ليقبضوا على مكاحلهم بكلتا اليدين، راخيين الألجمة، ليطلقوا النار (البارود) في نفس الاتجاه ونفس اللحظة. اتجاه الإطلاق يمكن أن يكون للأمام أو الخلف أو الأعلى أو الأسفل، حسب المتغيرات الجهوية للتبوريدة. بمجرد إطلاق النار، تعود السربة إلى منطلقها، لتعاود الكرة أو لتفسح الحلبة لسربة أخرى.
تتنوع مستويات الاستعراض ودرجة تعقيدها، حسب المناطق، وحسب مهارة وخبرة الخيالة؛ وتتنوع بين رمي الأسلحة في الهواء، أثناء الركض، ثم التقاطها لاحقا، مرورا بانبطاح الفرسان أو انتصابهم واقفين فوق صهوة الجياد، بل يصل الاستعراض أيضًا، إلى الوقوف في وضعية معكوسة، يكون فيها رأس الفارس إلى الأسفل، كل هذا أثناء ذروة سرعة ركض الأحصنة.

### مخاطر الممارسة
تصاحب ممارسة فروسية البارود مخاطر شتى، سواء بالنسبة للفرسان أو المتفرجين؛ فعلاوة على المخاطر الذاتية للفروسية، يمكن للاستعمالات السيئة للأسلحة وأخطاء التنسيق أن تؤدي إلى حوادث خطيرة، يؤجج حدوثيتها الحماس والانفعالات التي تصاحب الاستعراض.
من أهم الأحداث المأساوية المؤرخة، إصابة أحمد باي بن محمد الشريف، آخر بايات قسنطينة، بطلقة طائشة، انفلتت خلال فروسية بارود أقيمت على شرفه سنة 1820، وأدت إلى إصابة بليغة في يده؛ وفي عام 1859، في قسنطينة، عرفت إحدى الاستعراضات سقطة مميتة لفارس شيخ، وإصابة فارسين آخرين، أحدهما بكسر في رجله، والآخر بجرح غائر في الرأس.

## وضعها الحالي في الجزائر

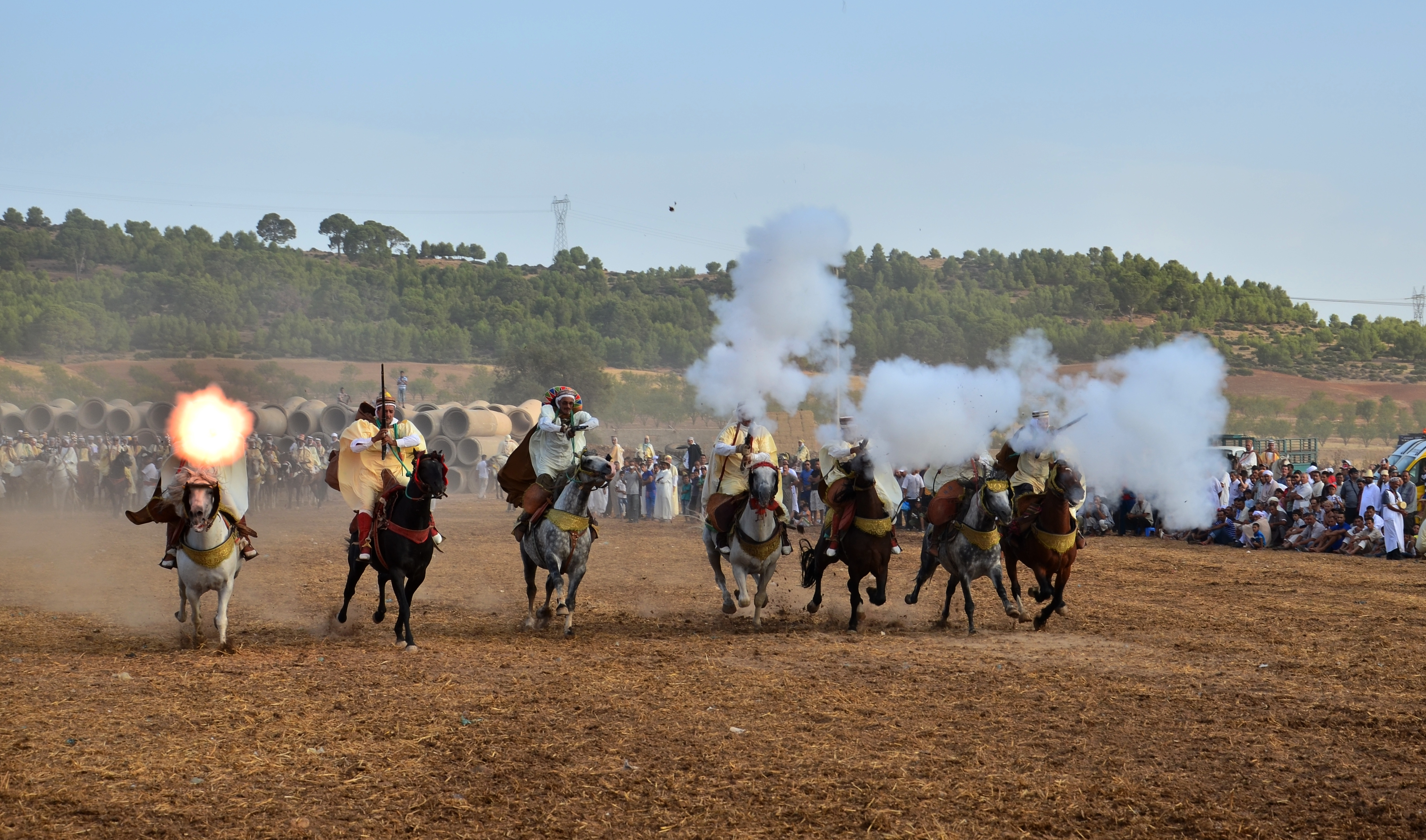
استعراض لعب البارود في سيدي بلعباس، الجزائر، 2014

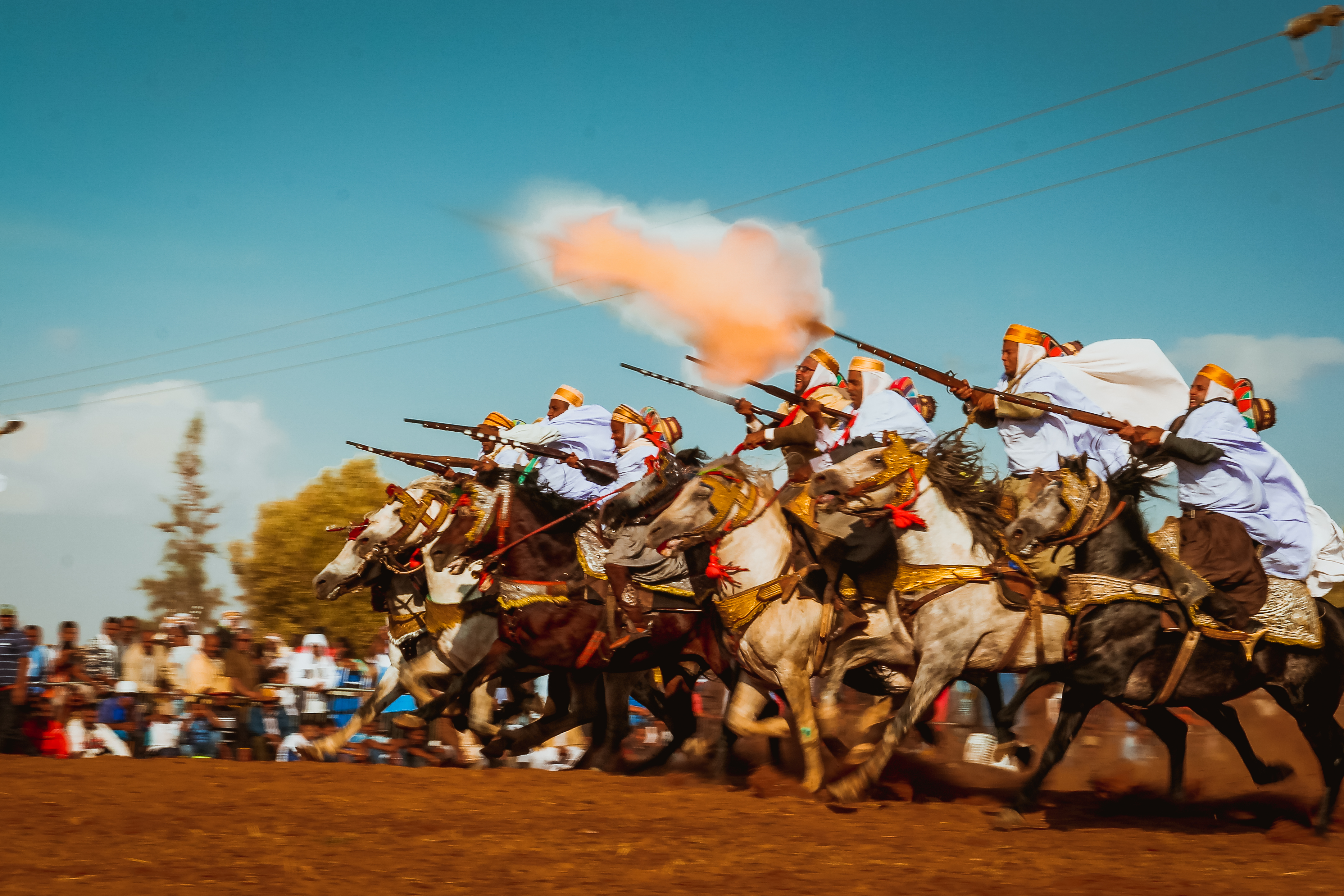
استعراض لعب البارود في عين تموشنت، الجزائر، 2016

تعرف ألعاب الفروسية التراثية في الجزائر بتسمية «لعب البارود»، وترجع عراقتها إلى أكثر من أربعة قرون، وتميزت عبر التاريخ بشعبية كبيرة وبجذبها لجماهير كبيرة، وكانت دوما أهم دافع لممارسة الفروسية وتربية الأحصنة في الجزائر. عرفت الممارسة اندثارا تدريجيا من التجمعات الحضرية الكبرى، ومنطقة القبايل، لتنحسر تدريجيا في فضاءات ريفية كالحضنة والأوراس والتيطري، وزاد في تقليص ممارستها تراكم عوامل ظرفية، كصعوبة التزود بالذخائر (بسبب الإكراهات الأمنية، خلال حقبة التسعينات)، وارتفاع تكاليف الأعلاف وغياب الدعم العمومي لتربية نوعي الحصان البربري والعربي البربري.
تعتبر الاتحادية الجزائرية للفروسية، الجهاز الوصي، على مسابقات لعب البارود في الجزائر، وتنضوي تحت لوائها 150 جمعية رياضية، موزعة على 26 رابطة جهوية.
في عقد 2000، عاودت الممارسة للانتعاش، بفضل مجموعة من المسابقات التي تنظمها، بصفة دورية وثابتة، رابطات برج بوعريريج وسعيدة ومعسكر وغليزان وسطيف والأغواط والبيّض وورقلة ومستغانم ووهران، بتنسيق مع الولايات؛ والتي تنوعت بين المسابقات التنافسية الصرفة، والاستعراضات المرافقة لاحتفالات الأعياد الوطنية، ومناسبات «طعام» الأولياء وتخليد المعارك التاريخية إضافة للمناسبات الاجتماعية كتنشيط حفلات الزواج الجماعي.

## الفانتازيا في الفنون التشكيلية
شهد القرن التاسع عشر تنامي شعبية موضوعات الاستشراق في المشهد الأجبي والفني الأوروبي، وكان موضوع الفنتازيا وتصوير فروسية البارود، إحدى التيمات المفضلة لرسامي تلك الفترة.
أوجين فرومنتان

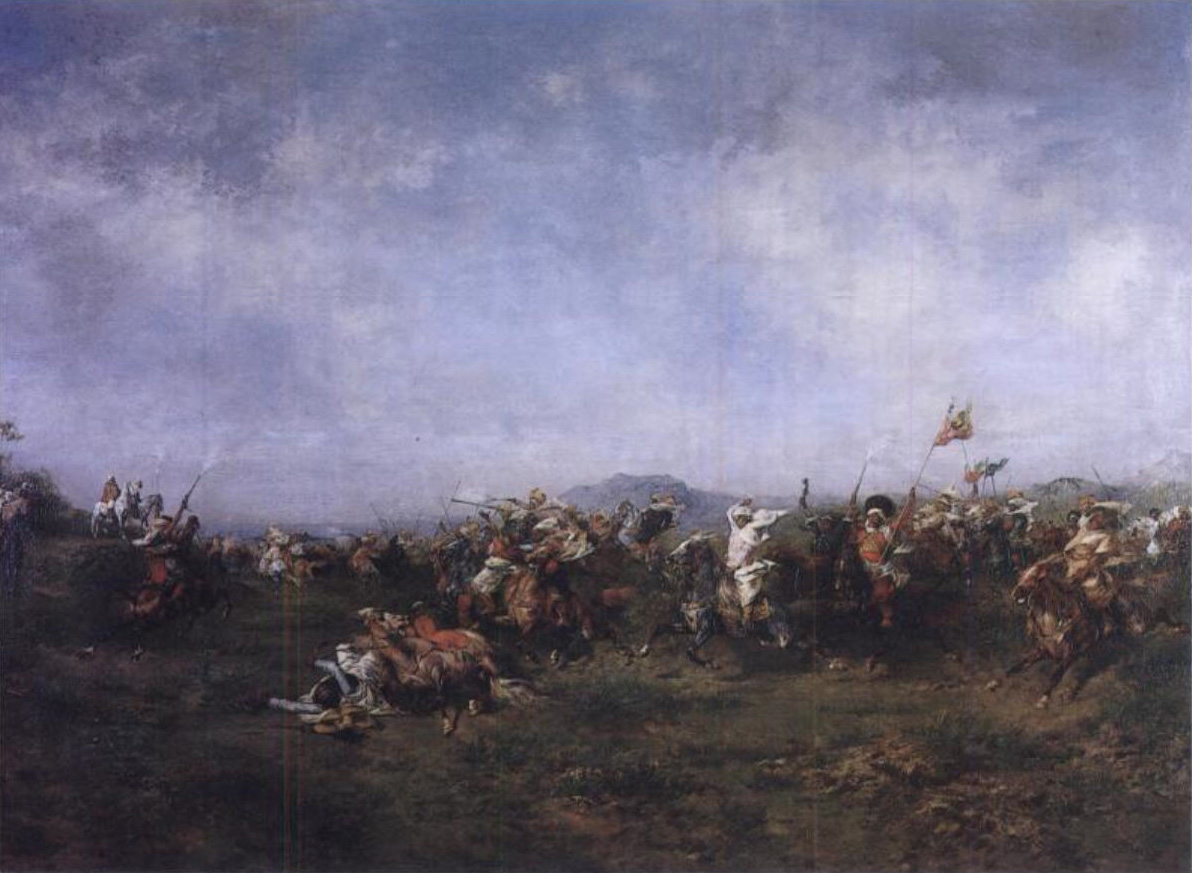
لأوجين فرومنتان، 1869.

يعتبر الرسام والأديب أوجين فرومنتان، تلميذا لدولاكروا، في تناول موضوع الفنتازيا، تشكيليا؛ إلا أنه بخلاف دولاكروا الذي كان يرجح بعد الحركة في أعماله، ركز فرومنتان أكثر على الاستحضار المكاني للأجواء المحيطة بالاستعراضات. في كتابه «سنة في منطقة الساحل»، يدعو فرومنتان قراءه لاستحضار وتخيل الجماليات الرفيعة للفنتازيا، «بكل ما فيها من فوضى وتهور، وسرعة معجزة وألوانها الصارخة التي تؤجج أشعة الشمس لمعانها»؛ يصف فرومنتان في كتابه، تداخل الصيحات الحماسية للفرسان بزغاريد النساء ووقع حوافر الجياد المرهب، مما ينتج سياقا صوتيا فريدا يضفي جمالية على الاستعراض.
في نفس الكتاب، دعا فرومنتان دولاكروا لأن يدمج المقاربة الفنية السالفة في أعماله، معتبرا إياه الرسام الوحيد القادر على إسقاط الفنتازيا تشكيليا، وبأنه من يملك أعلى درجات الخيال والجرأة الفنيين لتصوير هذا الموضوع، خصوصا وأنه، حسب فرومنتان، أفضل من عاين وأدرك، بعمق، مكنون الفنتازيا. لم يستجب دولاكروا لدعوة فرومنتان، مما دفع الأخير لأن يجسد بنفسه مقاربته الشخصية الفنية، والتي تجلت في لوحة فانتازيا: الجزائر (1869)، والمعروضة، حاليا، في متحف سانت كروا في بواتيي.

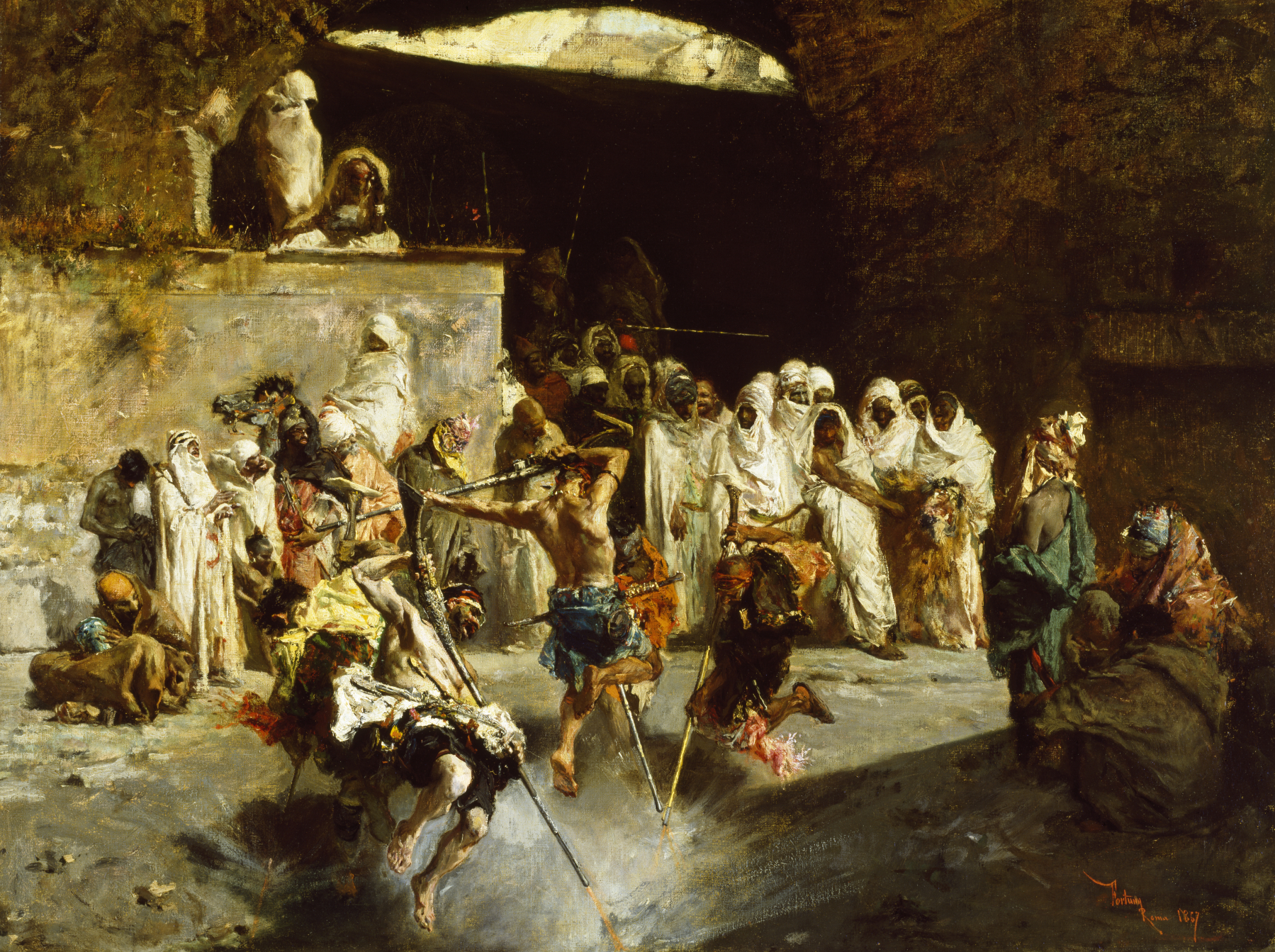
لماريانو فورتوني (1867).

في عام 1846 قام فرومنتان، برفقة عدد من أترابه، برحلة إلى الصحراء الجزائرية. ووقع تحت سحر الصحراء. فكان فرومنتان واحداً من أوائل الوصافين التصويريين في الجزائر. ولما كان قادراً في سن مبكرة أن يزور الأرض والشعب الذي استوحى منه معظم أعماله، وأن يختزن ذكرياته وصوره بالتفاصيل التصويرية والوصفية للحياة في شمال أفريقيا، فقد حصل في سنة 1849 على وسام من المرتبة الثانية. فرجع إلى الجزائر مرة ثانية، وأقام فيها قرابة سنة كاملة 1847-1848، وفي 1852 قام بزيارة ثالثة للجزائر، مصاحباً بعثة تنقيب عن الآثار، وفيها أكمل دراسته الدقيقة لمناظر البلد وعادات شعبه، الأمر الذي مكنه من أن يعطي عمله دقة واقعية تأتي من المعرفة اللصيقة. كما زار مصر. وقد رسم في هذه الرحلات عدداً كبيراً من اللوحات ذات الموضوعات الاستشراقية الفجّة (أحصنة تعدو، جاريات جميلات، شيوخ قبائل...)، كما جمع فيها كثيراً من الانطباعات، نشرها في ثلاثة مجلدات: «صيف في الصحراء الكبرى» عام 1857، «عام في منطقة الساحل» عام 1859، «انطباعات من رحلة إلى مصر» عام 1881. وكما هي الحال لدى غالبية كتاب الرحلات الأوربيين يضيف فرومنتان إلى الوصف الظاهري للمناطق التي زارها والشعوب التي قابلها أحكام قيّمة مبنية على معايير مركزية أوروبية، وهذا ما يجعله يقول مثلاً: «إن العرب هم الشعب الوحيد الذي استطاع الاحتفاظ بكبريائه لأنه عرف كيف يبقى بسيطاً في حياته وتقاليده وأسفاره وسط الشعوب الأخرى المتمدنة».

## وصلات خارجية
- عروض الفانتازيا في الجزائر